# Øster Grundet
Øster Grundet blev dannet som en avlsgård af jord fra Store Grundet og Lille Grundet i 1905 og hovedbygningen er opført i 1936-1938. Gården ligger 3 km nord for Vejle ved Landevejen Vejle-Viborg i Hornstrup Sogn, Nørvang Herred, Vejle Kommune. Øster Grundet Gods er på 47,8 hektar

## Ejere af Øster Grundet
- (1900-1905) Niels Skou
- (1905-1958) Christian Skou (søn)
- (1958-1988) Iris Christiansdatter Skou gift Lundgaard (datter)
- (1988-) Inger-Margrethe Lundgaard (datter) / Kirsten Lundgaard gift Karlshøj (søster)

|  | Denne artikel om en bygning eller et bygningsværk kan blive bedre, hvis der indsættes et (bedre) billede. Du kan hjælpe ved at afsøge Wikimedia Commons for et passende billede eller lægge et op på Wikimedia Commons med en af de tilladte licenser og indsætte det i artiklen. |

55°43′44″N 9°34′0″Ø / 55.72889°N 9.56667°Ø